# 교통 위반 딱지

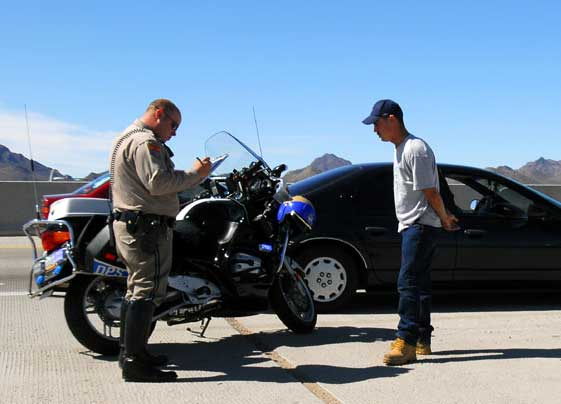
속도 제한으로 인해 교통 위반 딱지를 받고 있는 모습

교통 위반 딱지 또는 트래픽 티켓(traffic ticket)은 법집행관이 운전자나 기타 도로 이용자에게 발행하는 통지서로서, 해당 이용자가 교통 법규를 위반했음을 나타낸다. 교통 위반 딱지는 일반적으로 제한 속도 초과와 같은 주행 위반 위반과 주차 위반과 같은 비이동 위반 위반 딱지를 인용하는 두 가지 형태로 나온다.
일부 관할권에서는 교통 위반 위반 딱지가 벌금이나 점수 차감과 같은 벌금이 차량 운전자나 소유자에게 부과되었거나 부과될 것이라는 통지로 간주된다. 지불하지 않으면 일반적으로 기소되거나 벌금에 대한 민사 회복 절차가 진행된다. 다른 경우, 딱지는 교통 법원에 출두하라는 소환장일 뿐이며, 유죄 판결은 법정에서만 내려진다.

## 점수 체계를 사용하는 국가
- 아르헨티나
- 오스트레일리아
- 브라질
- 캐나다
  - 앨버타주
  - 온타리오주
  - 퀘벡주
  - 뉴브런즈윅주
- 중화인민공화국
  - 홍콩
- 중화민국
- 체코
- 프랑스
- 독일
- 그리스
- 헝가리
- 아이슬란드
- 아일랜드
- 이스라엘
- 이탈리아
- 라트비아
- 멕시코
- 모로코
- 네덜란드
- 뉴질랜드
- 노르웨이
- 파나마
- 폴란드
- 카타르
- 루마니아
- 세르비아
- 싱가포르
- 스페인
- 영국
- 미국
  - 앨라배마주
  - 알래스카주
  - 애리조나주
  - 캘리포니아주
  - 콜로라도주
  - 코네티컷주
  - 플로리다주
  - 조지아주
  - 일리노이주
  - 인디애나주
  - 켄터키주
  - 메릴랜드주
  - 매사추세츠주
  - 미시간주
  - 미주리주
  - 네브래스카주
  - 뉴멕시코주
  - 네바다주
  - 뉴저지주
  - 뉴욕주
  - 노스캐롤라이나주
  - 오하이오주
  - 펜실베이니아주
  - 사우스캐롤라이나주
  - 테네시주
  - 텍사스주
  - 버지니아주
  - 웨스트버지니아주
  - 위스콘신주

## 같이 보기
- 교통경찰
- 주차 집행관
- 불심검문
- 무단횡단
- 교통위반